# Cribrospira
Cribrospira es un género de foraminífero bentónico de la subfamilia Haplophragmellinae, de la familia Endothyridae, de la superfamilia Endothyroidea, del suborden Fusulinina y del orden Fusulinida. Su especie tipo es Cribrospira panderi. Su rango cronoestratigráfico abarca el Viseense (Carbonífero inferior).

## Discusión
Clasificaciones más recientes incluyen Cribrospira en el suborden Endothyrina, del orden Endothyrida, de la subclase Fusulinana de la clase Fusulinata.

## Clasificación
Cribrospira incluye a las siguientes especies:
- Cribrospira denticulata †
- Cribrospira knetschi †
- Cribrospira lianxianensis †
- Cribrospira micula †
- Cribrospira panderi †
- Cribrospira pansa †
- Cribrospira tenella †